# Isabella di Morra
Isabella di Morra (Favale, ca 1520 - ibídem, 1545 o 1546) fou una poetessa italiana.
Lluny de la cort i dels salons literaris, va viure sotmesa a la prepotència dels seus germans, segrestada al seu el propi castell, el castell de Favane (avui en dia Castello di Valsinni), on es va dedicar a la creació literària. La seva curta vida, marcada per l'aïllament i la tristesa, va acabar amb el seu assassinat a mans d'alguns dels seus germans a causa d'un suposat romanç amb el baró Diego Sandoval de Castro, qui va patir el mateix destí.
Desconeguda en vida, Isabella di Morra va adquirir una certa fama després de la mort gràcies als estudis de Benedetto Croce i a la seva tràgica biografia, així com a la qualitat de la seva poesia, sent considerada una de les veus més autèntiques de la poesia italiana del segle xvi, a més d'una pionera de la poesia romàntica.
No es coneixien notícies documentades relatives a la seva vida fins que Marcantonio, fill de Camillo, el germà petit d'Isabella, va publicar l'any 1629 una biografia de la família Morra amb el títol Familiae nobilissimae de Morra historia.

## Biografia

### Primers anys
Isabella va néixer a Favale (actualment Valsinni, en la província de Matera), filla de Giovanni Michele di Morra, baró de Favale, i de Luisa Brancaccio, dona pertanyent a una aristocràtica família napolitana. Va tenir com a germans a Marcantonio, Scipione, Decio, Cesare, Fabio, Camillo i a una noia, Porzia. Es desconeix l'any exacte del seu naixement. Habitualment s'indica el de la biografia de Benedetto Croce, que el situa poc després del 1520, però altres biògrafs, com ara Giovanni Caserta, consideren que havia nascut alguns any abans, al voltant del 1516. Isabella i el seu germà Scipione, que era poc més gran que ella (potser eren bessons), van ser educats pel seu pare, home culte i amant de la literatura, que els va transmetre l'amor per la poesia.
Giovanni Michele di Morra es va veure obligat a emigrar, primer a Roma i més tard a París, en 1528, després de la desfeta de les tropes de Francesc I de França, de qui era aliat, i davant la victòria de Carles V d'Habsburg en la guerra per la possessió del Regne de Nàpols. Scipione, el germà d'Isabella, va seguir el pare a Roma, on es va quedar per aprofundir els estudis. El feu de Favale, del que eren titulars els Morra des de l'època normanda, va ser assignat durant alguns anys al rei d'Espanya. El delicte de Giovanni Michele podia haver estat perdonat mitjançant el pagament d'una multa, però ell va preferir romandre a França servint a l'exèrcit i participant en la vida cultural de la capital francesa. Després de diverses negociacions, el territori va tornar als Morra, i va ser conferit al primogènit Marcantonio
A Favale van romandre la dona amb els altres fills, l'últim dels quals, Camillo, va néixer després de la marxa del pare. Isabella va ser confiada a un tutor que la va introduir en els estudis de Petrarca i dels autors llatins. Les relacions entre Isabella i els germans més joves, Decio, Fabio i César, van ser dures i es van anar de mica en mica esquerdant. Els germans, que segons el nebot Marcantonio van esdevenir «salvatges i bàrbars» vivint en una zona rural, la van recloure en el castell de Favale, on va transcorre la major part de la seva curta vida. Isabella es va dedicar a compondre obres líriques, trobant en la poesia l'únic confort per alleujar la seva solitud.

### La relació amb Diego Sandoval de Castro

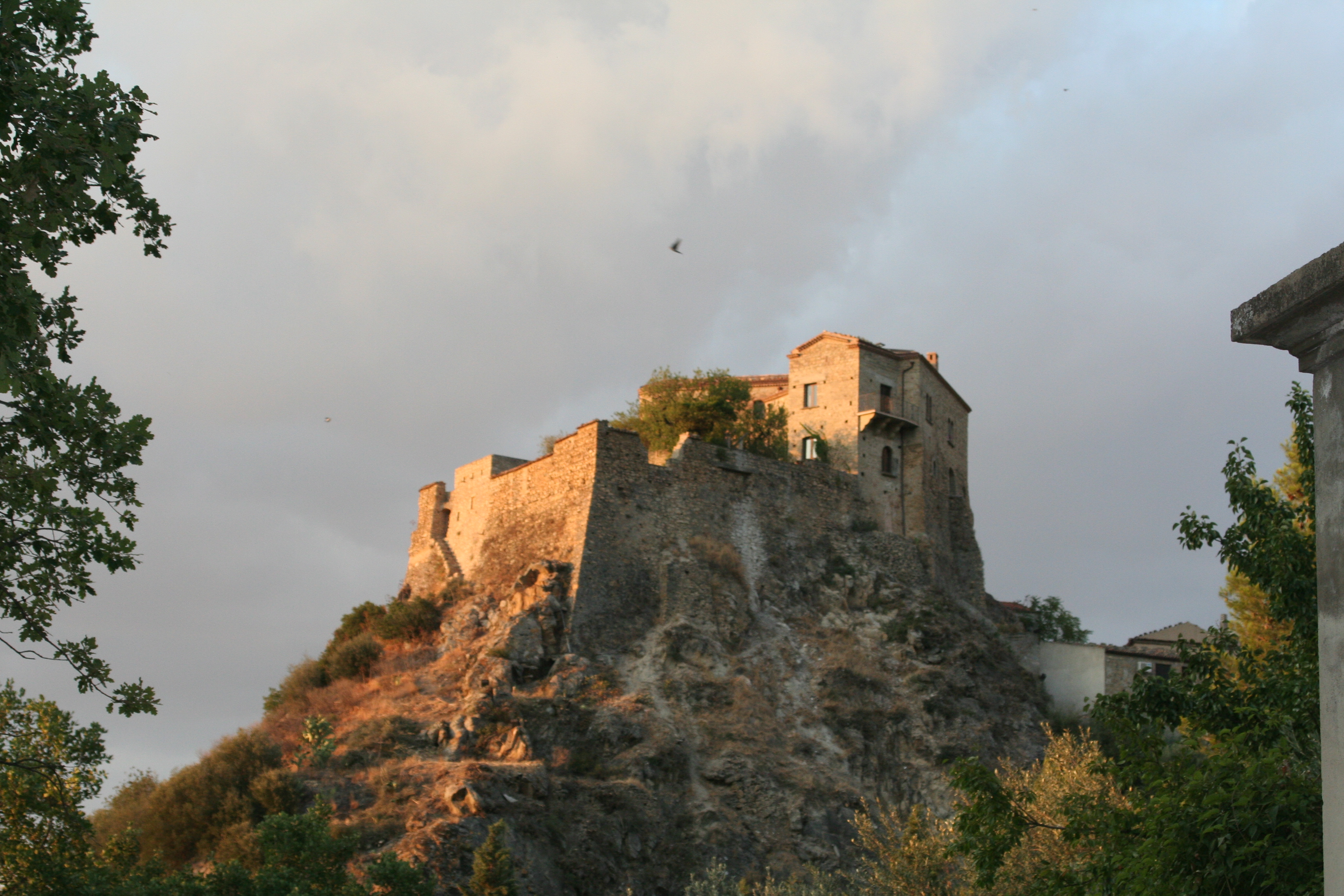
El Castello di Valsinni, on va viure Isabella di Morra

Isabella va trobar la manera de mantenir una correspondència secreta amb Diego Sandoval de Castro, un poeta d'origen espanyol, baró de la propera població de Bollita (actualment Nova Siri), i alcaid de Cosenza. Poeta de certa reputació, Sandoval era un membre de l'Acadèmia dels Umidi i en 1542 havia publicat a Roma un volum de rimes petrarquistes. Tots dos van emprendre un intercanvi secret de cartes en què el tutor d'Isabella va exercir el paper d'intermediari. Es diu que tots dos van tenir l'oportunitat de trobar-se a vegades en una casa de la família Morra, a mig camí entre Favale i Bollita. S'ignora quina mena de relació personal va haver entre Diego Sandoval de Castro i Isabella di Marro.
Se sap del cert que les cartes que don Diego va enviar a Isabella van ser enviades a nom de la seva dona, Antonia Caracciolo, a la qual la jove poetessa hauria respost. Els historiadors han suposat que Isabella i Antonia Caracciolo es van conèixer a poc d'iniciar-se l'intercanvi epistolar. Malgrat haver-hi una breu referència al matrimoni en el llibre de cançons de la poetessa, no hi ha rastre de sentiment amorós vers Sandoval o qualsevol altre home. Als poemes de Diego sí que es troben odes al seu ésser estimat, probablement una dona en particular, o potser un ideal, seguint la moda del poema amorós en voga a l'època. No obstant això, segons el testimoni que Antonia Caracciolo va donar després de la mort del seu marit, recollit pel governador espanyol de la regió de Basilicata, Alonso Basurto, Diego va morir per haver festejat a una germana del baró de Favale, encara que no se sap si la poetessa va correspondre o no al sentiment.
Tant si es tractava d'una relació sentimental com d'una amistat intel·lectual, el cas és que els germans en van ser informats. Decio, Cesare i Fabio, suposant una relació extra-marital, van decidir ràpidament posar fi a l'assumpte, planificant l'assassinat de la germana i del noble poeta, aquest probablement per significar un obstacle, en témer que hauria pogut sol·licitar al governador de Basilicata que alliberés Isabella del segrest forçat. L'historiador Benedetto Croce nega tal hipòtesi.

### L'assassinat
Descoberta la suposada intriga amorosa, la primera víctima dels germans Morra va ser el tutor d'Isabella, anant tot seguit a matar la germana. Segons la narració del nebot Marcantonio, els torturadors van sorprendre Isabella amb unes cartes encara tancades entre les mans. Isabella es va defensar indicant que havien estat enviades per Antonia Caracciolo, però no va aconseguir apaivagar la ira dels germans i va ser apunyalada fins a la mort. Dos dels germans van fugir a França, investigats per la Gran Cort de la Vicaria, però van tornar aviat per dur a terme la venjança contra Don Diego, el qual, tement que la fúria dels germans s'abatés també sobre d'ell, havia reclutat uns escortes. Els tres assassins, amb l'ajuda dels oncles Cornelio i Baldassino, aquests empesos probablement per l'odi als espanyols, li van parar una emboscada fatal, matant el baró a trets d'arcabús al bosc de Noia (actualment Noepoli). Encara que no se sap amb exactitud l'any de la mort de la poetessa, tant Croce com Caserta coincideixen que hauria estat entre finals del 1545 i el 1546, mentre que altres fonts indiquen l'any 1545.
L'assassinat de Diego Sandoval de Castro va provocar a l'època reaccions contràries molt més àmplies que no pas el d'Isabella. En el codi d'honor del segle xvi, era efectivament permissible el netejar amb sang el deshonor d'un membre de la família, especialment en el cas de les dones. El que no era acceptable era la intervenció de terceres persones en la resolució d'un contenciós, mitjançant un duel o un assassinat, o la traïció d'una persona superior en rang. Es considera que l'homicidi del baró va ser solament la tapadora d'uns interessos lligats a motius polítics, donat que els Morra donaven suport als francesos, mentre que de Castro havia militat en l'exèrcit de Carles V, abans de ser investit amb la baronia de Bollita i d'obtenir el càrrec d'alcaid de Cosenza.

### Conseqüències
Després de la massacre, els tres germans es van veure obligats a marxar a França per fugir de la ira del virrei Pedro Álvarez de Toledo, qui va fer escorcollar tota la regió en busca dels germans. A París van trobar Scipione i el pare, el qual feia vint anys que havia marxat de casa. El biògraf de la família, Marcantonio, va sostenir que el seu avi Giovanni Michele havia mort abans que Isabella, però Benedetto Croce va demostrar que va morir després de la tragèdia, ja que va continuar a percebre la pensió del Rei de França almenys fins al 1549. Scipione, malgrat la sorpresa i el desagrad provocats pels homicidis, va decidir ajudar els germans a instal·lar-se a França.
De Fabio no es tenen notícies certes. Decio es va fer sacerdot i Cesare es va casar un dona de la noblesa francesa. Scipione, home influent que va a tenir el càrrec de secretari de la reina Caterina de Mèdici, va morir enverinat per altres cortesans, potser envejosos del seu rol privilegiat. La reina, indignada per aquest fet, va castigar els culpables. Mentrestant, els germans que van romandre a Favale van ser processats. Marcantonio no va participar en el delicte però, no obstant això, va ser empresonat alguns mesos i després va ser alliberat. Camillo, l'últim dels germans, va ser en canvi completament absolt de l'acusació de complicitat, sent totalment alier als fets.

## Obres
Els escrits d'Isabella van ser descoberts per agents del virrei de Nàpols i "incorporats a l'expedient", durant la investigació que va seguir a l'assassinat de Diego Sandoval de Castro. No obstant el petit nombre de peces de la poetessa que ens han arribat (deu sonets i tres cançons), la poesia d'Isabella és considerada una de les més intenses i importants de la lírica del Cinquecento. S'han fet moltes lectures del seu cançoner en clau merament feminista (pel que fa al limitat nombre de dones presents en la literatura italiana del seu temps), especialment en l'àmbit nord-americà, sense parar suficient atenció al context cultural i històric de l'època. No existint una edició crítica dels seus poemes, no es coneix amb seguretat l'ordre temporal de les seves obres, considerades «una autèntica autobiografia en versos». Han estat subdividits en dues temporades poètiques: la primera impregnada del malestar per l'empresonament i per l'esperança d'evasió, la segona (que inclou el darrer sonet i les tres cançons) de la resignació i del confort en la religió.

### Sonets
- I fieri assalti di crudel fortuna
- Sacra Giunone, se i volgari cuori
- D'un alto monte onde si scorge il mare
- Quanto pregiar ti puoi, Siri mio amato
- Non solo il ciel vi fu largo e cortese
- Fortuna che sollevi in alto stato
- Ecco ch'una altra volta, o valle inferna
- Torbido Siri, del mio mal superbo
- Se alla propinqua speme nuovo impaccio
- Scrissi con stile amaro, aspro e dolente

### Cançons
- Poscia ch'al bel desir troncate hai l'ale
- Signore, che insino a qui, tua gran mercede
- Quel che gli giorni a dietro

## Poètica

### Estil
Isabella ha estat considerada com a part del corrent del petrarquisme, a la qual les dones, encara ser d'extracció noble, van començar a cobrar importància en els camps literaris i socials. El tema dominant era l'amor amb les alegries i els gemecs que afloren, els homenatges a l'ésser estimat i la recerca d'un sentiment pur. Isabella tenia poc en comú amb les altres dones poetesses del seu temps, perquè mai va tenir l'oportunitat de presentar les seves obres en públic i guanyar fama i reconeixement a les corts i acadèmies, i qualsevol emoció o sentiment d'amor és absent en la seva lírica.> Isabella no canta l'amor perquè probablement no va estimar mai ningú. L'única menció a l'amor es troba en la referència al matrimoni, vist només com la possibilitat d'alliberament i d'emancipació.
Tot i seguir el patró del sonet petrarquista, obedient a les normes de Pietro Bembo, Isabella es diferencia de la lírica petrarquista en general per la seva atmosfera malenconiosa i ombrívola de to preromàntic, estretament lligada a la seva turmentada existència, revelant «una originalitat i una càrrega dramàtica notables». A més de diverses referències al Petrarca, la influència de Dante Alighieri és evident en la poesia d'Isabella, donant-li un to atribuïble a l'Infern de la Divina Comèdia. També es pot percebre la influència de Jacopone da Todi pel que fa a la presència de figures i elements relacionats amb la poesia cristiana. L'obra d'Isabella no conté res de retòric o escolàstic, sinó més aviat una autèntica expressió de la tragèdia humana.
El seu estil que ella mateixa descriu com "amarga, dura i dolorosa", "aspra i fràgil" i el seu toc "d'esborrall" permeten entreveure la frustració d'una persona elevada i oprimida en una societat retrògrada, ansiosa per veure reconegudes les seves qualitats de dona i poetessa i defensora d'un món sense violència i obert a la tolerància.

## Edicions de la seva obra

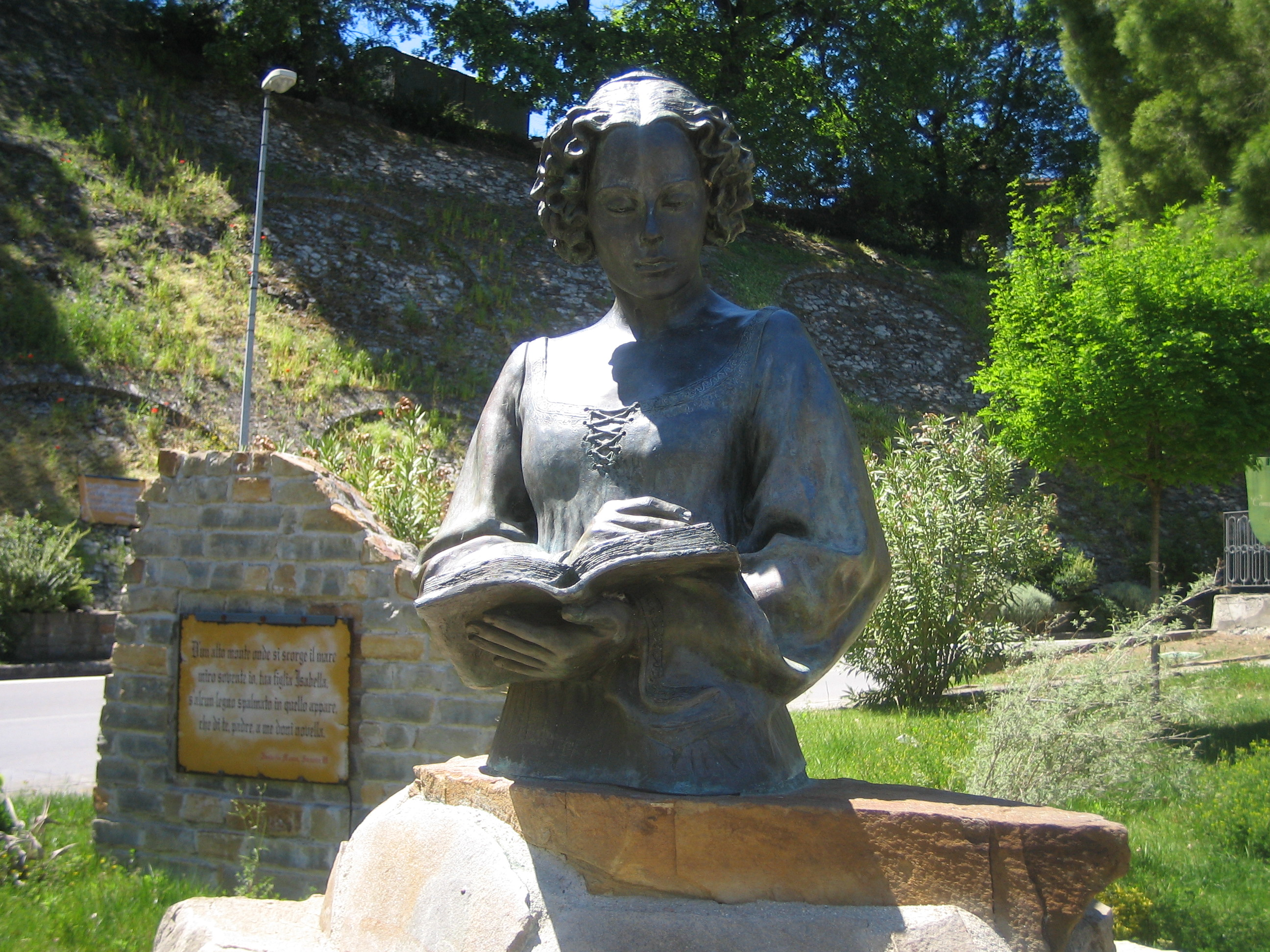
Valsinni: bust d'Isabella di Morra

Pocs anys després de la mort d'Isabella, el llibreter napolità Marcantonio Passerol va descobrir casualment les poesies de la jove en els seus desordenats prestatges i, intrigat pel personatge de la poetessa i per les seves vivències, les va confiar a l'escriptor Ludovico Dolce, el qual les va incloure en el tercer llibre de Rimes de diversos il·lustres senyors napolitans (Venècia, Giolito, 1552). Van ser apreciades en l'entorn literari de la seva època. Successivament, totes les seves poesies van aparèixer a Rimes diverses d'algunes nobilíssimes i virtuosíssimes dones (Lucca, Busdrago, 1559), publicació a càrrec de Lodovico Domenichi.
Angelo de Gubernatis, considerant introbable l'edició del 1556, suposa que van arribar a Ludovico Domenichi a partir d'un recull de rimes i a Antonio Bulifon pel citat volum de Francesco Saverio Quadrio que porta per títol Rime delle Signore Lucrezia Marinella, Veronica Gambara ed Isabella Della Morra, di nouvo date in luce da Antonio Bulifon con giunta di quelle finora raccolte della signora Maria Selvaggia Borghini. La cançó Quel che gli giorni a dietro de l'edició de Bulifon va patir alguns retocs en aquells temps de la Contrarreforma, a causa de la presència d'algunes imatges paganes i sensuals, uns retocs amb evidents distorsions de la qualitat poètica original.
Malgrat que el seu nom i les seves obres van aparèixer en alguns volums literaris posteriors, Isabella va ser gairebé oblidada i ignorada per la crítica en els segles següents. Gràcies a Angelo de Gubernatis la seva figura va començar a ser revaluada a partir de primers del Novecento, acostant de Gubernatis la figura d'Isabella a la de Saffo i, compadit de la seva tràgica història, va fer d'ella un emblema de totes les dones víctimes de la violència familiar: «tractada com un objecte, reclosa, tiranitzada com una esclava».
En el 1901 De Gubernatis va donar una conferència al Cercle Filològic de Bolonya sota el títol de El romanç d'una poetessa, que va publicar en síntesi com a introducció del llibre Isabella Morra, Le rime ristampate (amb introducció i notes d'Angelo De Gubernatis, Roma, Forzani i C., Tipografia del Senat, 1907). De Gubernatis va enviar la seva obra a Benedetto Croce per convidar-lo a interessar-se per la poesia d'Isabella, per tal de treure-la del silenci al qual la seva obra havia estat confinada durant segles. Gràcies a això, Croce va viatjar a Valsinni el 1928 per aprofundir en l'estudi de la vida i obra d'Isabella, traient a la llum la història i la lírica de la desafortunada poetessa.
Avui en dia l'obra d'Isabella és considerada original respecte de la lírica del seu temps, no obstant la influència petrarquista, amb detalla que més endavant seran propis del barroc i, en particular, del romanticisme. S'acostuma a citar-la com a precursora de les temàtiques existencials inspiradores de Giacomo Leopardi (1798-1837), i fins i tot alguns estudiosos consideren que aquest poeta tenia no solament coneixement dels versos d'Isabella, sinó que a més eren per ell font d'inspiració. Exemples sovint esmentats són Le ricordanze, Il passero solitario i l'Ultimo canto di Saffo de Leopardi, els quals presenten temes i accents que es troben al petit cançoner de la poetessa.
Diversos crítics observen també referències a l'estil d'Isabella en algunes obres de Torquato Tasso, en particular al Canzone al Metauro (1578).